# 림프병
림프병(Lymphatic disease)은 림프계의 구성 요소에 직접적인 영향을 미치는 질환의 한 종류이다.
캐슬만병과 림프부종이 그 예다.

## 종류
질병과 무질서
호지킨병/호지킨 림프종 호지킨림프종 이것은 림프계 암의 한 종류이다. 그것은 신체의 거의 모든 곳에서 시작될 수 있다. 그것은 HIV, 엡스타인-바 증후군, 나이, 가족력에 의해 발생하는 것으로 추정된다. 증상으로는 체중 증가, 발열, 림프절 부종, 야간 땀, 가려운 피부, 피로감, 가슴 통증, 기침 또는 삼킴 곤란 등이 있다.
비호지킨 림프종
림프종은 대개 악성 암이다. 신체가 비정상적인 백혈구를 너무 많이 생성해 발생한다. 호지킨병과 같은 증상이 아니다. 증상은 대개 통증이 없고 림프절이나 목의 마디가 커지며 쇠약감, 발열, 체중감소, 빈혈 등이 나타난다.
림프절염
림프절염은 보통 바이러스나 세균, 곰팡이 등에 의해 발생하는 림프절 감염이다. 증상으로는 림프절 주변이 붉어지거나 붓는 경우가 있다.
림프관염
림프관염은 림프관의 염증이다. 증상은 대개 붓기, 발적, 온기, 통증 또는 붉은 색이 침범된 부위 주변에 나타나는 것을 포함한다.
림프부종
림프부종은 림프액이 조직 내에 만성적으로 모이는 것이다. 대개 발이나 아래쪽 다리에서 시작한다. 일부 수술 절차의 부작용이기도 하다.
림프구 증가증
림프구 증가증은 림프구 수가 많은 질환이다. 만성적인 부종을 동반하는 감염, 혈액암, 림프종 또는 자가면역 장애에 의해 발생할 수 있다.